# Reinhard Lakomy’s Geschichtenlieder
Reinhard Lakomy’s Geschichtenlieder (heute vertrieben unter dem Titel Geschichtenlieder – Der Regentropfen Paule Platsch) ist ein Musikalbum von Reinhard Lakomy und Monika Ehrhardt. Bei der Veröffentlichung 1978 in der DDR war das Werk eine neuartige Form des Hörspiels für Kinder aus Liedern und Rollentexten. Nachdem weitere Produktionen, wie unter anderem Der Traumzauberbaum, als Geschichtenlieder veröffentlicht wurden, ist das Album unter dem geänderten Titel im Handel.
Die verbindende Geschichte bildet die Unterhaltung des Regentropfens Paule Platsch mit Springinkel Fadennudel und Kürbis Kugel. Die kurzen Lieder bilden in sich abgeschlossene Geschichten. Sie werden von Reinhard Lakomy, Angelika Mann und Veronika Fischer gesungen, begleitet vom Spatzenchor Berlin-Lichtenberg unter der Leitung von Karola Mackardt.
Die Sprechrollen von Paule Platsch, Springinkel Fadennudel und Kürbis Kugel werden bis heute nicht auf dem Cover genannt. "Die Sprecher trauten sich nicht, genannt zu werden, so ungewöhnlich war damals die Produktion."
Das Album erschien als Schallplatte (Amiga 8 55 589) und Compact Cassette bei Amiga. Die CD wird durch Sony Music vertrieben. Gedacht ist das Album für Kinder ab vier Jahren.

## Titelliste
1. Paule Platsch
2. Der Kuckucksuhrkuckuck
3. Fallschirmlied
4. Lied vom Fliegen
5. Regen macht die Erde nass
6. Winterlied
7. Der Lindenbaum Teeresa Rundlich
8. Es war einmal ein König
9. Der Nudelpudel
10. Ein kleiner Indianerjunge
11. Schulanfang
12. Der Streuselkuchen
13. Der Regenbogen
14. Der Tintenfisch
15. Tropfenhochzeit
16. Geburtstagslied
17. Abzählreim
18. Wo der Mond hinfliegt
19. Träumlied
20. Schlaflied